# Andreas Raabe
Andreas Raabe (* 1963 in Annaberg) ist ein deutscher Neurochirurg und Direktor der Universitätsklinik für Neurochirurgie am Inselspital in Bern, Schweiz.

## Biografie
Raabe studierte zunächst Zahnmedizin in Jena und wechselte dann zur Humanmedizin nach Dresden, wo er als Jahrgangsbester den Akademiepreis erhielt. Von 1990 bis 1996 absolvierte Raabe die Ausbildung zum Facharzt für Neurochirurgie am Klinikum Chemnitz. Nach einem Forschungsaufenthalt in Cambridge war er an der Neurochirurgischen Universitätsklinik Leipzig tätig. Von 1999 bis 2008 war Raabe leitender Oberarzt und stellvertretender Klinikdirektor der Neurochirurgischen Universitätsklinik Frankfurt bei Volker Seifert, den er von Leipzig nach Frankfurt begleitete. Seit 2008 ist Raabe ordentlicher Professor für Neurochirurgie an der Universität Bern und Direktor der Universitätsklinik für Neurochirurgie am Inselspital Bern. Seine Spezialgebiete sind mikrochirurgische Operationen am Gehirn und an der Wirbelsäule sowie die navigierte und überwachte Hirnchirurgie in der Nähe wichtiger Hirnareale.

## Wissenschaftliche Leistungen
Die Publikationsliste von  Raabe umfasst rund 370 Originalarbeiten, Übersichtsarbeiten und Buchbeiträge.
Raabe ist Erfinder einer neuen kontinuierlichen Überwachungsmethode bei der Operation von Hirntumoren, und hat die mikroskopintegrierte Videoangiographie bei der Operation von Aneurysmen und Gefäßfehlbildungen in die Neurochirurgie eingeführt. 2019 erhielt er den renommierten European Lecture Award der Europäischen Gesellschaft für Neurochirurgie als Auszeichnung für diese Erfindungen und seinen fachlichen Werdegang. 2020 wurde Raabe im ZEISS-Team mit Michelangelo Masini und Frank Seitzinger für den Deutschen Zukunftspreis nominiert und vom Dt. Bundespräsidenten Frank-Walter Steinmeier mit einer Urkunde geehrt und durch die Jury in den "Kreis der Besten" aufgenommen.